# Edith Cavell-emlékmű (London)
Az Edith Cavell-emlékmű (Edith Cavell Memorial) London belvárosában, a St Martin’s Place-en áll. 1920-ban emelték Edith Cavell nővér tiszteletére, akit a német haditörvényszék halálra ítélt Belgiumban, mert az első világháborúban brit, francia és belga katonáknak nyújtott menedéket, majd segített kijutniuk az országból.

## Története
A Cavell-emlékmű az első olyan alkotások között volt, amelyeket a háború után emeltek Nagy-Britanniában. Az emlékmű elkészítését Sir George Frampton, a kor híres szobrásza vállalta tiszteletdíj nélkül. A márványhiány miatt a szobor elkészítése csúszott, végül az ápolónő kivégzésének ötödik évfordulóján, 1920. március 17-én leplezte le Alexandra királyné. Cavell szobra nővéregyenruhában örökíti meg az ápolónőt.
A szobor fogadtatása vegyes volt, többen bírálták modernsége miatt, például az emlékművet koronázó anya és gyermekének expresszionista ábrázolása miatt. Kritikák érték Cavell szobrának elhelyezését is, amely alig áll magasabban a járókelők szintjénél, miközben egy 12 méter magas szürke gránitpilon magasodik fölé. A Nők Nemzetei Tanácsa (National Council of Women) kifogásolta, hogy nem szerepelnek az emlékművön Cavell megbocsátásról szóló szavai, amelyeket kivégzése előestéjén az őt felkereső Stirling Gahan tiszteletesnek mondott. Az ápolónő gondolatait végül 1924-ben helyezték el Frampton művén. 